# Quezon

Quezons läge i Filippinerna

Quezon är en provins i Filippinerna som ligger i regionen CALABARZON. Den har 1 874 600 invånare (2006) på en yta av 8 707 km². Administrativ huvudort är Lucena City.
Provinsen är indelad i 39 kommuner och 2 städer. Större städer är Lucena City och Tayabas.
Ett beslut från 7 september 2007 har tagits att dela provinsen i två delar, Quezon och Södra Quezon, men är inte genomfört fullt ut än. En folkomröstning i frågan ska genomföras under januari 2008.